# Genpatsu-shinsai
Genpatsu-shinsai (原発震災) désigne en japonais un accident majeur résultant de la conjonction dans l'espace et le temps d'un accident nucléaire grave (impliquant potentiellement ou effectivement une fusion du cœur d'un réacteur) et  un tremblement de terre qui l'a déclenché. 

C'est une situation dans laquelle un pays (ou plusieurs) doit gérer une double crise, cumulant les effets des dégâts du séisme, ceux de l'accident, à ceux d'un contexte de désorganisation due au tremblement de terre et à ses possibles répliques (potentiellement doublées au Japon de tsunamis). 

Dans de telles circonstances, les facteurs techniques et scientifiques se combinent alors au facteur humain, en rendant la gestion de crise particulièrement complexe et difficile, rendant possible un accident majeur (« The big one »), ou plusieurs, par effet domino.
Depuis quelques années, les autorités japonaises et de Tokyo envisageaient un tel scénario, dans un plan d'urgence basé sur une probabilité de 87 % de survenue d'un séisme de magnitude 8,0 avant 30 ans, ce qui selon la revue Nature était insuffisant[réf. souhaitée] (le tremblement de terre qui a déclenché le tsunami de l'océan Indien en 2004 dépassait 9,0 de magnitude, et un second séisme près du Japon en mars 2009 dépassait 8,0).
À titre d'exemple, les accidents nucléaires de Fukushima de 2011 sont de type « genpatsu-shinsai »

## Construction linguistique, et origine de l'expression
Genpatsu-shinsai est un néologisme associant les mots  Genpatsu (原発), abréviation journalistique pour genshiryokuhatsudensho (原子力発電所, « centrale nucléaire »), et shinsai (震災, « désastre sismique »).
Cette expression semble avoir été inventée et d'abord utilisée par le sismologue japonais Katsuhiko Ishibashi de l'université de Kobe, qui est aussi l'un des principaux conseillers du gouvernement japonais sur la sécurité nucléaire en cas de tremblement de terre. Il l'a médiatisé en commentant les impacts du tremblement de terre de Chuetsu-oki (juillet 2007), en précisant que jamais le monde n'avait été aussi proche d'une telle catastrophe. La crise qui a eu lieu à Kashiwazaki l'a incité à renouveler ses appels à immédiatement fermer cinq réacteurs nucléaires à Hamaoka, une ancienne centrale nucléaire construite à Shizuoka directement au-dessus une faille géologiquement active (de 30 km de long), à environ 100 kilomètres (60 miles) à l'ouest de Tokyo. Selon l'opérateur (Chubu Electric), le bâtiment répond aux normes gouvernementales antisismiques de l'époque (magnitude de 6,5 ), mais selon les sismologues, il est « pratiquement impossible » d'assurer la sécurité d'une centrale nucléaire sur un tel site. La centrale de Hamaoka représente, selon Mitsuhei Murata (ancien diplomate et professeur à l'université Tokai Gakuen parfois présenté comme anti-nucléaire), le plus grand risque de Genpatsu-shinsai pour le Japon.

## Évènements de typegenpatsu-shinsai

### En 2011 au Japon
L'accident nucléaire de Fukushima fut initié vendredi 11 mars 2011 par un séisme de magnitude 9 (sur l'échelle de Richter, calculée par l'USGS), lui-même provoquant un tsunami sur les côtes du Nord-Est de Honshu, ce qui a rendu en tout ou partie inopérants les systèmes de refroidissement du complexe. 
Dans le Complexe nucléaire de Fukushima  et en particulier dans la centrale nucléaire de Fukushima Daiichi, plusieurs systèmes de refroidissement et installation ont été gravement endommagés, justifiant pour la première fois au Japon le décret d'état d'urgence nucléaire. Après en avoir minimisé les conséquences les premiers jours, ce séisme s'imposa dans les esprits comme un véritable « big-one » et genpatsu-shinsai. 
La gestion de la crise a été fortement complexifiée par l'absence d'électricité sur place, le manque d'accès à de l'eau douce pour le refroidissement, et des répliques sismiques ayant nécessité l'évacuation de tout ou partie des personnels ; Par exemple :
- le 11 avril 2011, une réplique dont l'épicentre était situé à environ 80 km de la centrale, et dont la magnitude a été évaluée à 6,6 sur l'échelle de Richter, a causé une interruption du système refroidissement de 3 réacteurs, non réparé immédiatement car on avait du évacuer par précaution les équipes en place[8]. Le séisme a causé une coupure de 50 minutes de l'alimentation électrique permettant le refroidissement des réacteurs 1, 2 et 3, qui avait été rétablie le 5 avril, mais qui a pu être rétablie rapidement[8]. Il a été suivi d'un léger tsunami (1 m de haut)[8] ;
- le lendemain  (12 avril 2011), à 5h07, une réplique de 6.3 sur l’échelle de Richter locale ne semble pas avoir eu d'effets graves ou direct sur les réacteurs, mais a déclenché un incendie au niveau du bâtiment d’échantillonnage des rejets en mer (incendie repéré à 6h38 et maîtrisé avant 7h00)[8] ;
- les injections d'eau douce en circuit ouvert pour refroidir les réacteurs 1 à 3 et les piscines 1 à 4 sont encore nécessaires, tant qu'un circuit fermé ne peut être réparé (TEPCO veut installer un circuit fermé de refroidissement, lui-même refroidi par un second circuit utilisant une source froide telle que l'eau de mer de manière à ne plus émettre d'eau contaminée). L'ASN rappelle qu'en attendant que cette solution soit opérationnelle, « une partie de l’eau apportée se répand donc dans l’enceinte de confinement ou dans d’autres bâtiments, essentiellement les salles des turbines. Des infiltrations en sous-sol et des ruissellements sont donc probables »[8]. Des fissures importantes visibles dans le béton en surface laissent penser que la circulation de l'eau dans le sous-sol peut avoir été facilitée par le tremblement de terre.

### Séisme de 2007 de Chūetsu-oki
Avant cela, une crise grave a été évitée de peu lors du séisme de 2007 de Chūetsu-oki de magnitude 6,8 (qui s'est produit le lundi 16 juillet 2007, à 10 h 13 heure locale dans la région de Niigata). Plusieurs incidents sérieux ont été signalés par l'exploitant dans l'une des plus grandes centrales nucléaires du monde (Kashiwazaki-Kariwa située sur la côte à 10 km au sud-est de l'épicentre), y blessant sept personnes. Le réacteur no 1 avait alors été exposé aux plus fortes secousses jamais enregistrées pour un réacteur nucléaire au Japon. 
L'information avait été relativement noyée parmi celle portant sur les nombreux autres dégâts induits par le tremblement de terre. Des études et sondages d'opinion sur ce qu'on a appelé l'« incident TEPCO » ont montré que, contrairement à ce qui s'était passé pour l' « accident JCO » de Tokaimura (seuil de criticité atteint, en 1999) le grand public japonais avait finalement été peu marqué par cet évènement, les personnes lisant peu la presse en ayant même peu ou pas entendu parler, même si un petit public plus sensibilisé l'a mieux étudié ou retenu comme évènement grave ayant pu modifier leur conception du risque quant aux conséquences d'une défaillance d'une centrale nucléaire au Japon. Le bilan de l'accident par le gestionnaire du site TEPCO avait mis en évidence 1 263 anomalies au total sur le site, dont parmi les anomalies les plus graves :
- l'absence sur site d'un personnel suffisant (le tremblement de terre s'est produit durant des vacances nationales, et il ne restait que 4 personnes disponibles pour lutter contre l'incendie[2] ;
- l'absence de matériel anti-incendie suffisant pour éteindre un incendie alimenté par l'huile d'un transformateur électrique (à l’extérieur du bâtiment du réacteur). Ce sont les pompiers municipaux, qui après un certain temps (90 min) ont dû éteindre le feu ; C'était le 1er exemple de feu induit par un tremblement de terre dans une centrale nucléaire, feu non prévu bien que cette centrale soit presque sur une ligne de faille ;
- toutes les piscines de désactivation ont débordé, dont celle de la tranche no 6 qui a laissé s'échapper 1 200 litres d'eau radioactive en mer ; TEPCO a ensuite avoué que les 1 200 litres d'eau contaminée déversés dans l'océan étaient en fait 50 % plus radioactifs que ce que l'opérateur avait précédemment indiqué[2] ;
- il a fallu sept heures pour que l'opérateur informe le public qu'il y avait un problème grave dans la centrale, et des informations contradictoires et incomplètes ou fausses ont ensuite été données durant plusieurs jours sur les fuites et autres dysfonctionnements[2] ;
- l'opérateur (TEPCO) a d'abord annoncé qu'une centaine de fûts de déchets nucléaires solides était tombé lors des secousses sismiques, mais les inspecteurs ont plus tard constaté qu'en réalité, ce sont des empilements de plusieurs centaines de fûts qui ont été renversés, et que les couvercles de plusieurs dizaines d'entre eux s'étaient ouverts, déversant leur contenu[2] ;
- l'émission d'iode radioactif n'a été annoncée que 3 jours après le tremblement de terre[2] ;
- la grue de levage du lourd couvercle du réacteur no 6 ayant été endommagée, on n'a pas pu vérifier dans des délais compatibles avec la sécurité du site l'intégrité de l'intérieur du réacteur (barres de contrôle notamment) avant plusieurs mois[16] ;
- sur la tranche no 7, des radionucléides (cobalt 60, iode 131, iode 133 et chrome 51) étaient présentes dans le filtre du système de ventilation, prouvant qu'une pollution radioactive avait bien été libérée dans l'air ;
- en février 2007, TEPCO a reconnu devant la justice 199 cas de falsification de documents donnés aux inspecteurs, dans trois centrales nucléaires, dont la centrale de Kashiwazaki-Kariwa[2].

## Conséquences potentielles
Un genpatsu-shinsai touchant la centrale nucléaire d'Hamaoka pourrait produire un nuage radioactif qui selon Mitsuhei Murata  atteindrait Tokyo en 8 heures, touchant en quelques heures des centaines de milliers de personnes et des millions par la suite. Le Japon pourrait ne pas pouvoir se remettre des conséquences d'un tel accident. Kiyoo Mogi de l'université de Tokyo, ancien président de la haute autorité japonaise chargée de la prédiction des tremblements de terre (Coordinating Committee for Earthquake Prediction), a déclaré au journal Nature qu'il ne savait pas quelles étaient à ce stade les centrales présentant les risques les plus graves, mais que lui-même et d'autres experts du domaine nucléaire préconisaient d'arrêter la centrale de Hamaoka à Shizuoka « immédiatement » . 
Le facteur humain, qui s'est déjà montré important, tant négativement que positivement dans le domaine du nucléaire (à Tchernobyl par exemple) voir l'erreur humaine grave (lors de l'accident de criticité de Tokai-mura au Japon) voient leur importance accrues par le contexte.
Dans le pire scénario, un enchainement de circonstances ou de catastrophes seraient éventuellement susceptible de contribuer à un collapsus écologique local ou plus global.

## Précaution et prévention
Elles passent par une meilleure préparation des réponses (gestion de crise), et par une adaptation préventive des constructions et systèmes, ce qui demande de pouvoir s'appuyer sur de meilleures données prospectives et des scénarios crédibles. 
Ainsi au Japon, de nouvelles lignes directrices régissent la prise en compte du risque sismique lors de la construction de réacteurs nucléaires. Depuis 2007, ces lignes directrices nouvelles obligent à réévaluer la sécurité de 55 réacteurs. Les opérateurs doivent faire étudier les traces d'activité sismique dans les 130 000 années précédentes (contre 50 000 ans antérieurement) pour mieux détecter les failles actives. Les opérateurs doivent aussi utiliser de nouveaux indices et outils géomorphologiques.  

Cependant, certains sismologues — tout en félicitant ces améliorations — estiment que les précautions sont encore très insuffisantes. C'est le cas par exemple, de Katsuhiko Ishibashi, membre d'une unité de recherche de l'Université de Kobe pour la sûreté et la sécurité urbaine et ancien expert dans un comité créé par le gouvernement en 2006 pour réviser (mettre à jour et améliorer) les lignes directrices japonaises sur le risque sismique. Il estime que si la méthode d'estimation de la sismicité du sol s'est améliorée, certains risques ne sont pas pris en compte. Il a démissionné lors de la dernière réunion du comité à la suite du refus par ce dernier de prendre en compte une proposition de réexamen des normes de suivi des failles actives. Dans ces zones, l'anticipation de certains mouvements de terrain par les sismologues est en effet impossible,. Pourtant, ces « failles ou chevauchements aveugles » (‘blind thrusts’ pour les anglophones) sont propices à la survenue de tremblements de terre dont la magnitude dépasse 6,5, au Japon comme dans l'Himalaya ou dans le bassin de Los Angeles (séismes de magnitude 6,6 à 7,2, selon la longueur de la rupture, se reproduisant tous les 1700 à 3200 ans selon les modèles appliqués à l'Est du Bassin de Los Angeles , ou en Europe). Ishibashi considère que l'incompréhension de ces phénomènes par le comité l'a conduit au Japon, dans une région à l'histoire géologique particulièrement complexe, mal comprise, et en cours de révision, à sous-estimer le risque de tremblement de terre de forte intensité.
Dans le même esprit, aux États-Unis, des chercheurs et urbanistes travaillent sur les synergies entre risques (dont sismique), afin de mieux anticiper l'« effet domino », les conjonctions de circonstances défavorables, etc.). 
Un programme de recherche et démonstration, porté par l'USGS, nommé « Multi-Hazards Demonstration Project »  (ce qu'on peut approximativement traduire par Programme de démonstration sur la gestion des risques multiples). Il a réuni plus d'une centaine en 2009-2011 pour travailler sur des scénarios associant, sur des bases historiques et prospectives, le cumul de plusieurs risques ou aléas (incendies de forêts, grandes inondations, submersion marine, tempêtes, aléa sismique, etc.) en Californie, avec la Federal Emergency Management Agency et la California Emergency Management Agency. Des scénarios (ex: ARkStorm) doivent intégrer les effets socio-économiques et psychologiques sur le populations. ARkStorm fait référence à une situation crédible, d'occurrence centenale ou bi-centenale (ou plus) associant tempête et inondation, avec des effets sur les infrastructures comparables aux grands tremblements de terre de San Andreas (« près d'un quart des maisons en Californie subirait des dommages dus aux inondations et à la tempête »). ARkStorm se veut un « outil scientifiquement vérifiées que les services d'urgence, les élus et le grand public peuvent utiliser pour planifier un événement catastrophique majeur » .

En mars 2011, le directeur scientifique du projet s'est exprimé en expliquant qu'en dépit des circonstances tragiques de l'évènement, le séisme japonais de 2011 devrait apporter des données permettant d'améliorer l'anticipation, la préparation et la gestion de crise liés à l'aléa sismique et aux risques multiples incluant ce dernier. Des sous-actions du programme portent notamment sur la préparation (« Dare to Prepare » ; Osez préparer) et la production de guides de préparation à une éventuelle crise, en s'inspirant notamment de ce qui est fait au Japon. Le scenario ayant précédé  était celui d'une crise liée à un grand tremblement de terre, nommé « ShakeOut earthquake scenario », comprenant des outils pédagogiques pour le grand public, dont vidéos, y compris mise à disposition sur YouTube.